# Süßwasserwatt

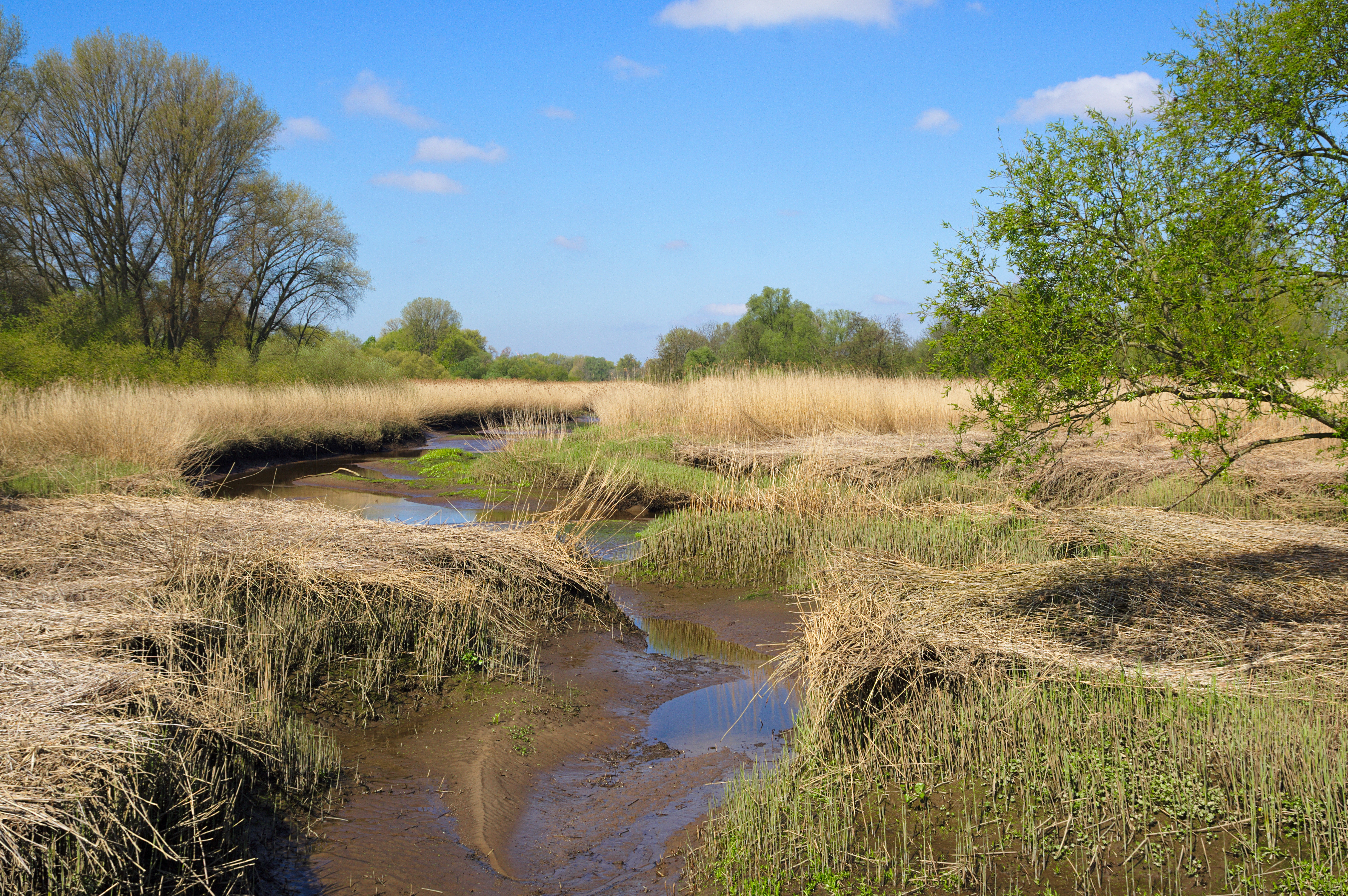
Heuckenlock bei Niedrigwasser

Ein Süßwasserwatt ist ein durch Einfluss der Tide bei Ebbe trockenfallender Gewässerboden eines Tideflusses.
Ähnlich wie im Wattenmeer zeigen auch Süßwasserwatten eine geologische und biologische Zonierung. Die Tier- und Pflanzenarten sind jedoch vielfach andere. So befinden sich in der oberen Zone von Süßwasserwatten vor allem Schilf- und Binsenriede. Süßwasserwatten zählen zu den produktionsbiologisch aktivsten Ökosystemen und haben großen Anteil an der Selbstreinigungskraft von Flüssen. Sie sind in der Regel sehr reich an Nährstoffen und Tieren und stellen wichtige Kinderstuben für Fische sowie Rastplätze für Vögel dar. Durch Eindeichungen ist der Bestand an Süßwasserwatten in den letzten 100 Jahren stark zurückgegangen.
Einige größere Süßwasserwatten sind z. B. an der Elbe zu finden:
- Fährmannsander Watt bei Wedel
- Schwarztonnensand gegenüber Kollmar
- Pagensand
- Mühlenberger Loch bei Hamburg-Finkenwerder
- Naturschutzgebiet Heuckenlock am Nordufer der Süderelbe
- Flutpolder Apen Hochwasserschutz und Vogelheimat an der Deutschen Fehnroute

## Galerie

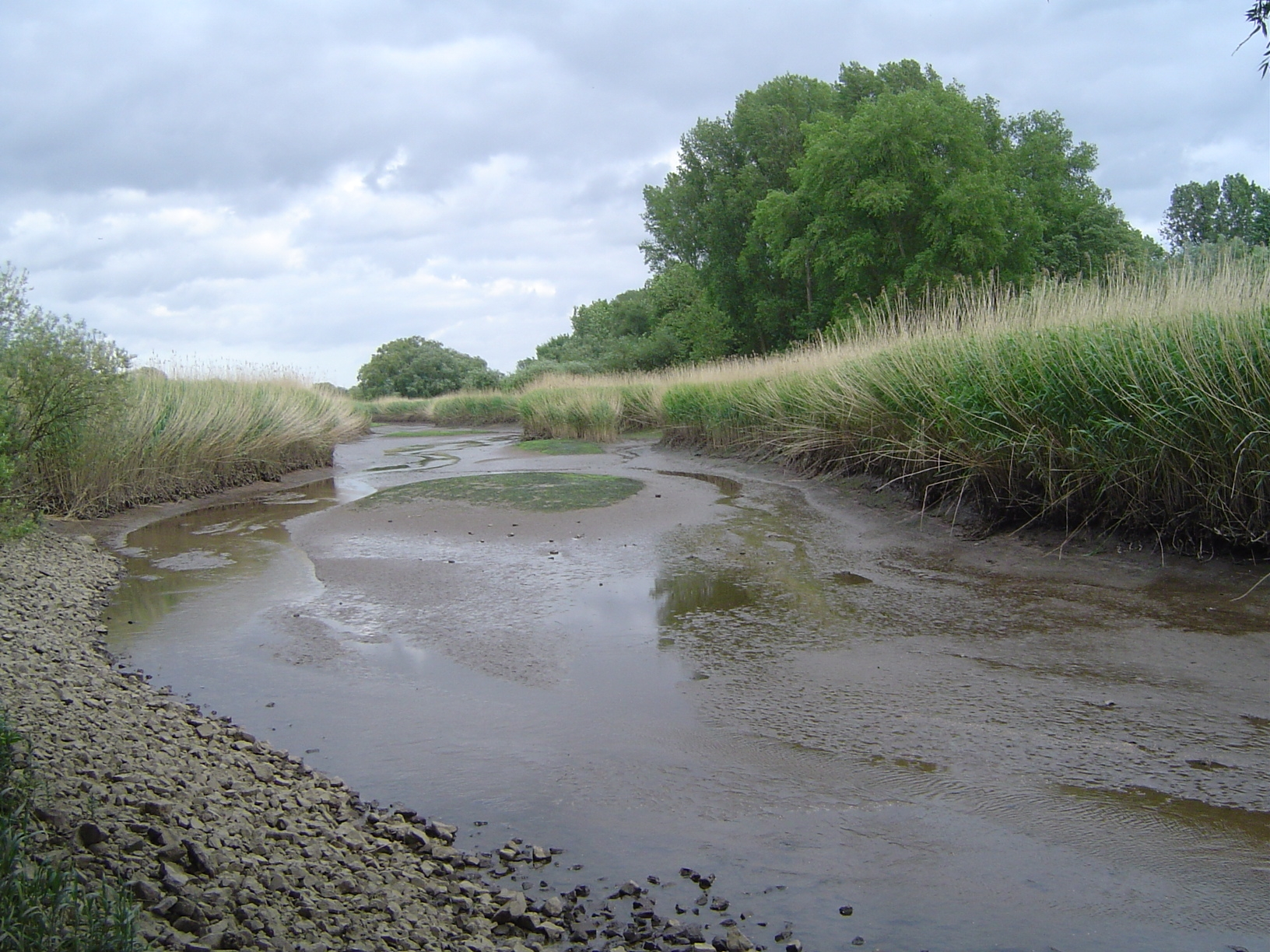
Priel bei Niedrigwasser
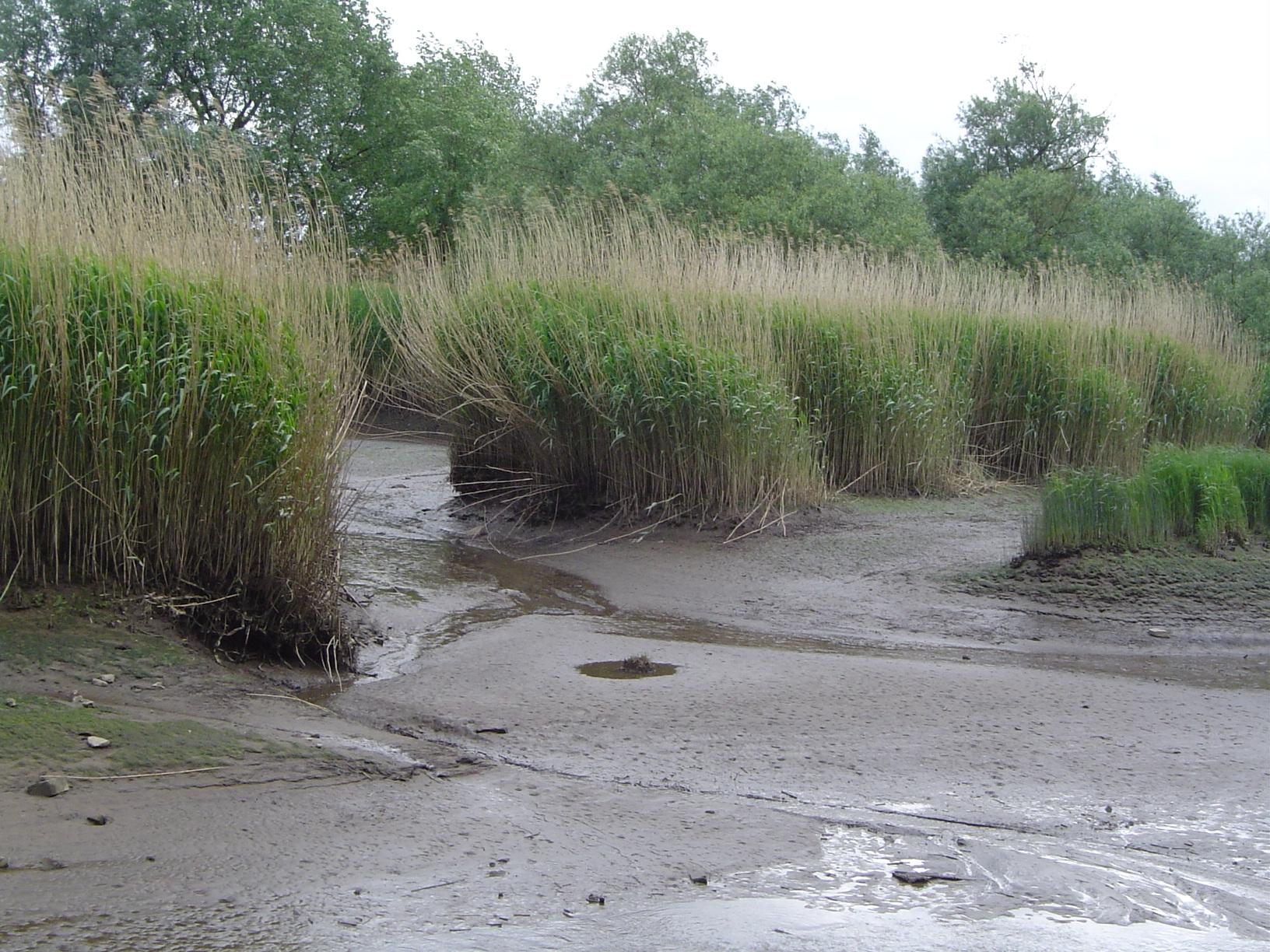
Bei Niedrigwasser trockengefallener Röhricht
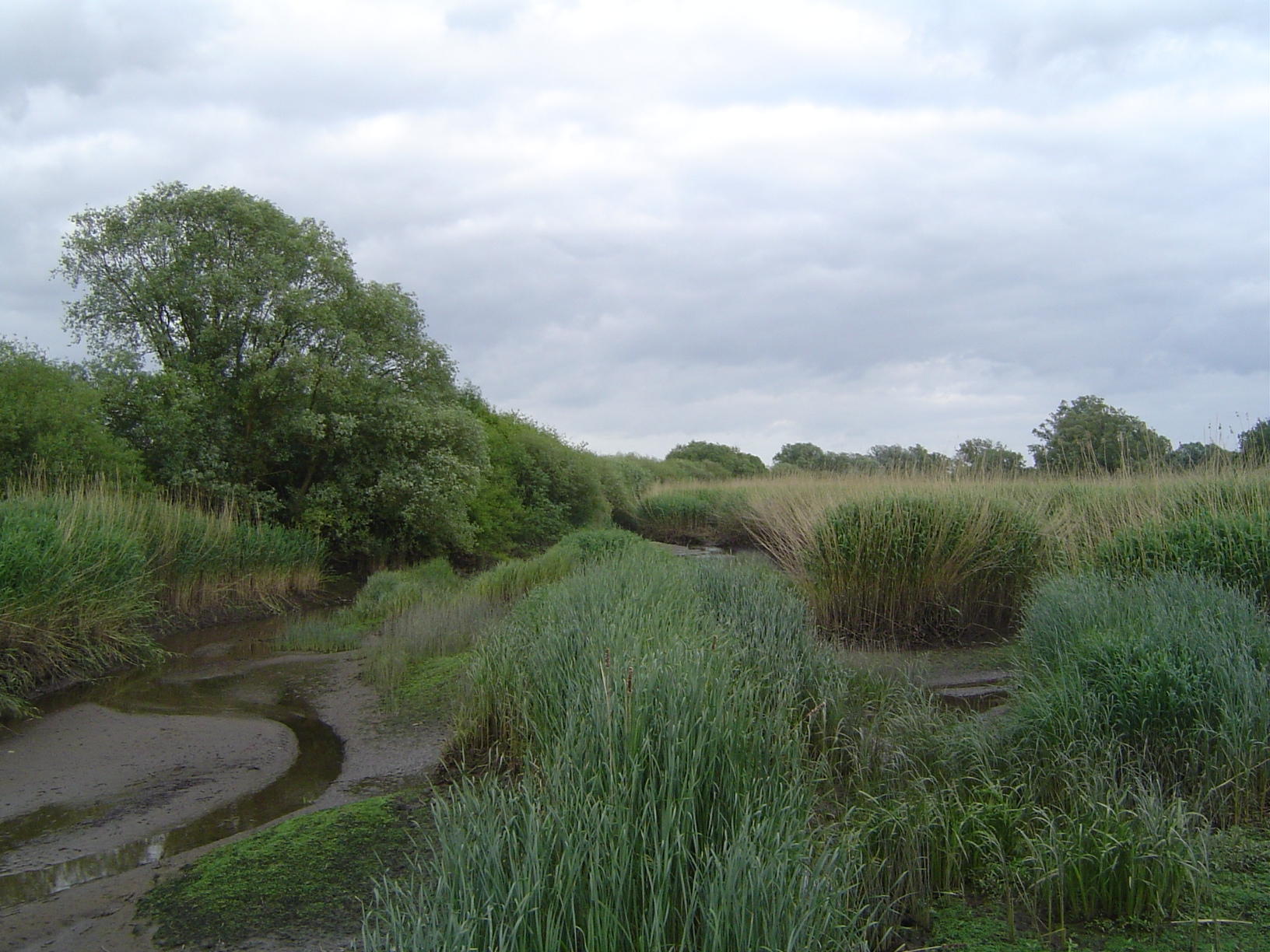
Süßwasserwatt bei Niedrigwasser
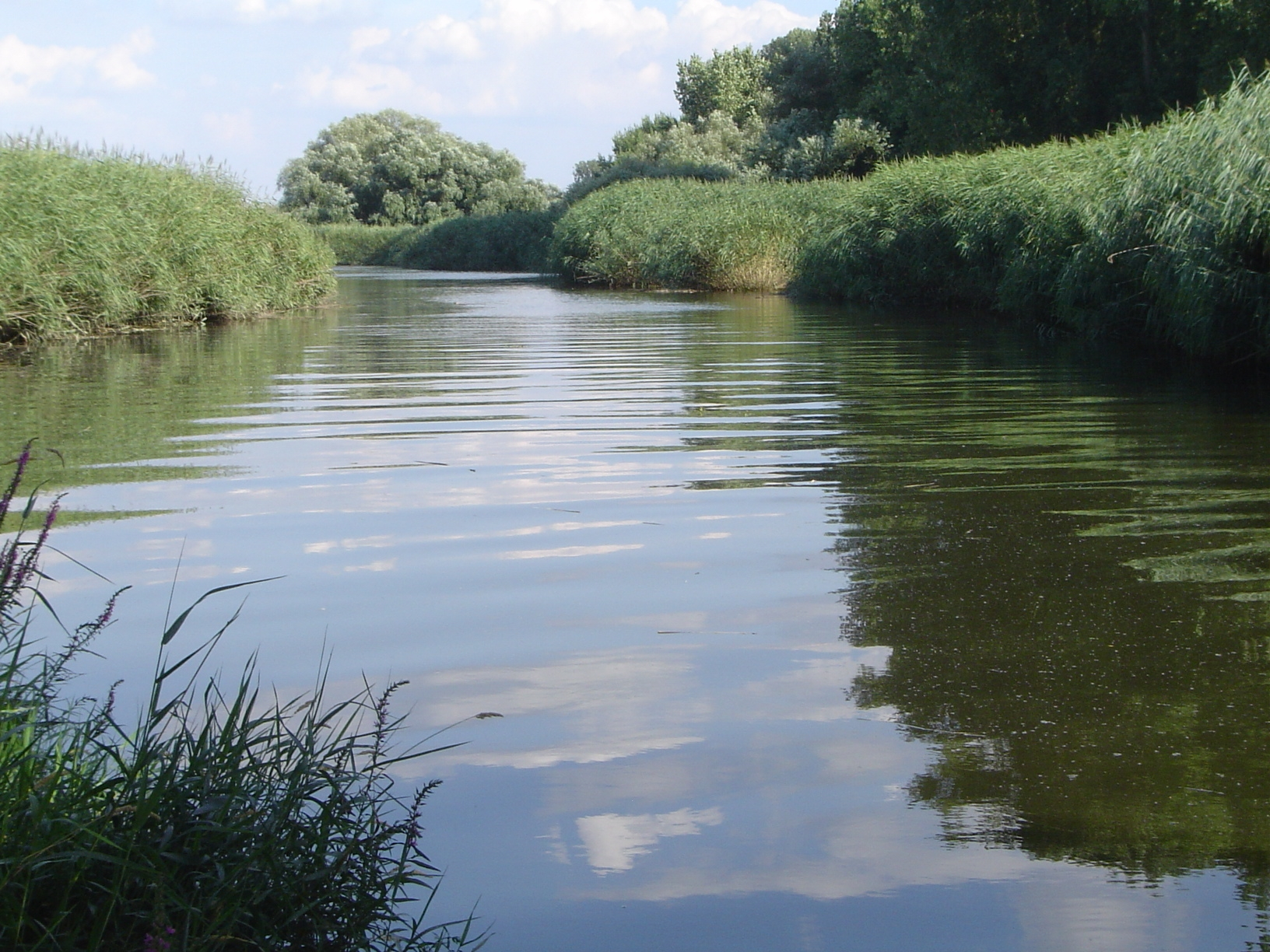
Priel bei Hochwasser
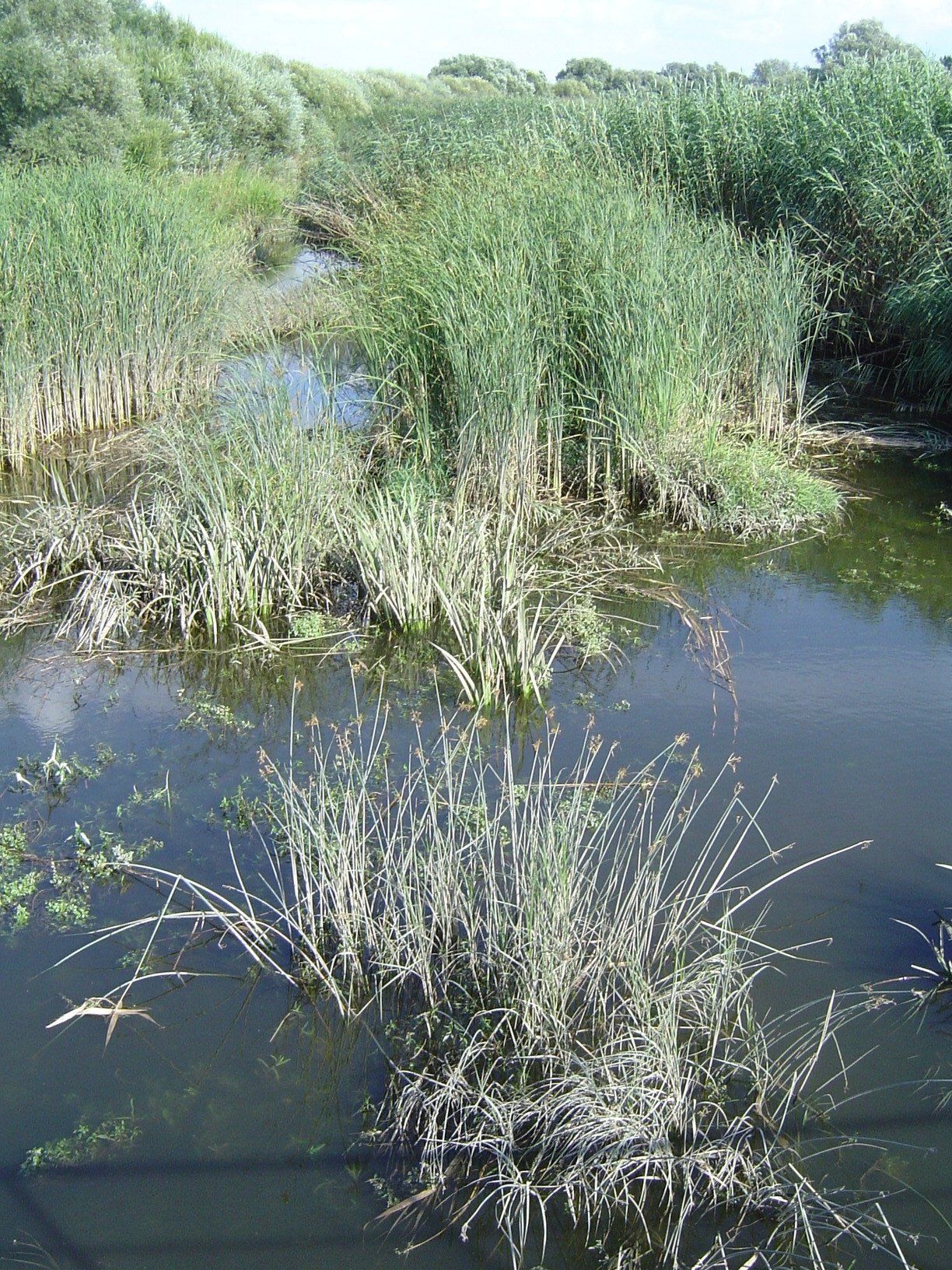
Vegetation bei Hochwasser

Siehe auch: Watt, Auwald